# Rémy Ebanega
Rémy Ebanega, né le 17 novembre 1989 à Bitam, est un footballeur international gabonais qui évolue au poste de défenseur.

## Biographie

### Club
Rémy Ebanega commence sa carrière de footballeur à l'US d'Oyem alors que jusqu'à ses 14 ans, il préférait pratiquer le basket. Lors de la saison 2011-2012, il est nommé meilleur joueur du championnat gabonais. En juin 2012, il effectue un essai de plusieurs jours à l'AJ Auxerre. Le 28 décembre 2011, il est élu meilleur jour gabonais à Libreville.
Le 13 juillet 2012, il signe un contrat de deux années à l'AJ Auxerre, club en Ligue 2. C'est un club qu'il apprécie notamment depuis la période avec les défenseurs centraux du début des années 2000 que sont Philippe Mexès et Jean-Alain Boumsong.
Le 4 juin 2014, Rémy Ebanega signe au CA Bastia, club relégué en National à l'issue de la saison 2013-2014.

### Sélection nationale
En novembre 2011, il fait ses débuts en sélection gabonaise contre le Brésil à Libreville pour l'inauguration du Grand stade de Libreville. En Janvier 2012, il est retenu par le sélectionneur national  pour disputer la Coupe d'Afrique des Nations organisée conjointement par le Gabon et la Guinée-Équatoriale. Au mois de juillet 2012, Rémy Ebanega compte dix sélections pour le Gabon dont notamment trois lors de la Coupe d'Afrique des Nations 2012 organisée dans son pays où le Gabon arrive en quart de finale.